# Samson
Samson a fost un judecător evreu (secolul al XII-lea î.Hr.) înzestrat cu o forță herculeană. Trădat de Dalila, care era filisteană, i s-a tăiat părul, sursa forței sale și a fost predat filistenilor, care l-au orbit. Revenindu-i puterile, el se răzbună, dărâmând pilaștrii templului filistean în interiorul căruia petreceau 3000 de oameni și omorându-i astfel pe toți, dar pierind și el sub dărâmături.